# Simeri Crichi
Simeri Crichi is een gemeente in de Italiaanse provincie Catanzaro (regio Calabrië) en telt 4731 inwoners (31-12-2019). De oppervlakte bedraagt 46,7 km², de bevolkingsdichtheid is 82,1 inwoners per km².

## Demografie
Simeri Crichi telt ongeveer 1539 huishoudens. Het aantal inwoners steeg in de periode 1991-2001 met 14,4% volgens cijfers uit de tienjaarlijkse volkstellingen van ISTAT.
| Jaar | Inwoneraantal |
| ---- | ------------- |
| 1991 | 3354          |
| 2001 | 3836          |

## Geografie
Simeri Crichi grenst aan de volgende gemeenten: Catanzaro, Sellia, Sellia Marina, Soveria Simeri.